# イェム

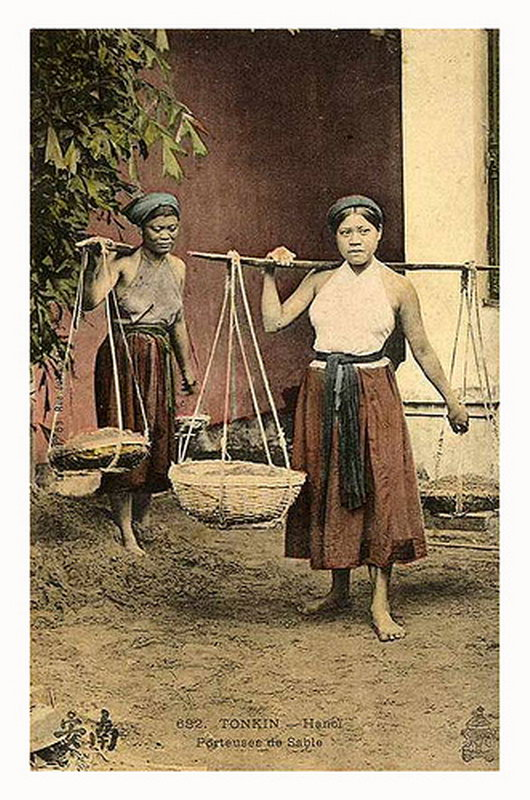
Two girls in yếm carry goods to sell

イエムまたはアオ・イエム  (ベトナム語: [ʔiəm˧˦], chữ Nôm: 裺 または 襖裺) は、かつてベトナムの女性がすべての階級で着用していた伝統的なベトナムのアンダーガーメントである。
通常、謙虚さを保つためにブラウスやマントルの下に着用されていたシンプルな衣服で、多くのバリエーションがある。その基本的な形は、通常ダイヤモンド形または四角形の布を女性の胸にかけ、首と背中で紐を結ぶシンプルなものである。

## 歴史

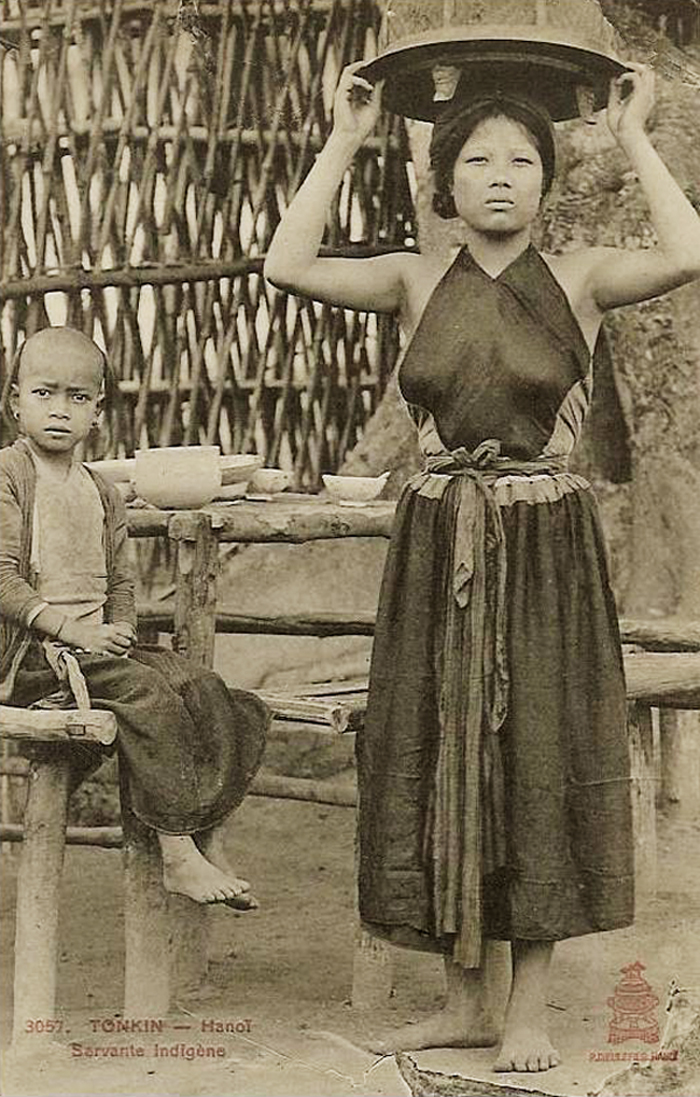
イエムとváy đụpを着たハノイの女性

イエムは、中国の衣装である肚兜（dudou）から派生した可能性がある。肚兜は古くから中国で使用されていた類似の下着の一種であり、その使用は明王朝および清王朝の時代に広まった。19世紀後半から20世紀までの間、主に北部ベトナムの女性によって着用された。他のベトナムの衣装とは異なり、階級を分けることなく、イエムは田んぼで働く農民女性から皇后まで、あらゆる階級のベトナム女性によって下着として着用された。これはアオ・トゥー・タンの衣装の一部であり、その下にしばしば着用される。

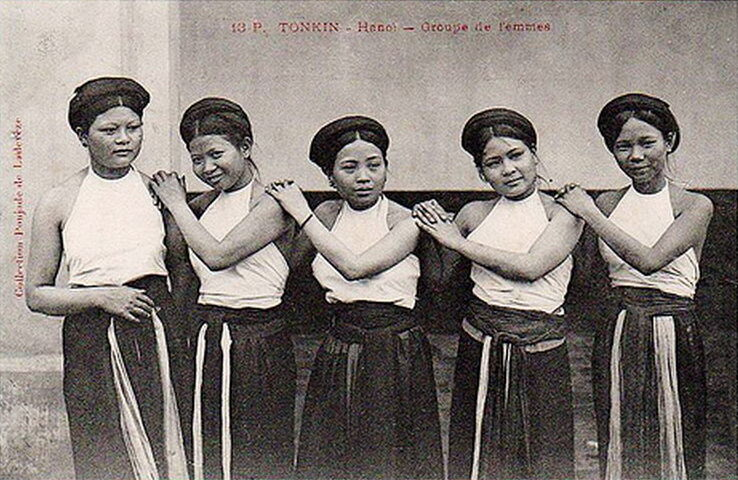
イエムとváy đụpを着た少女たち

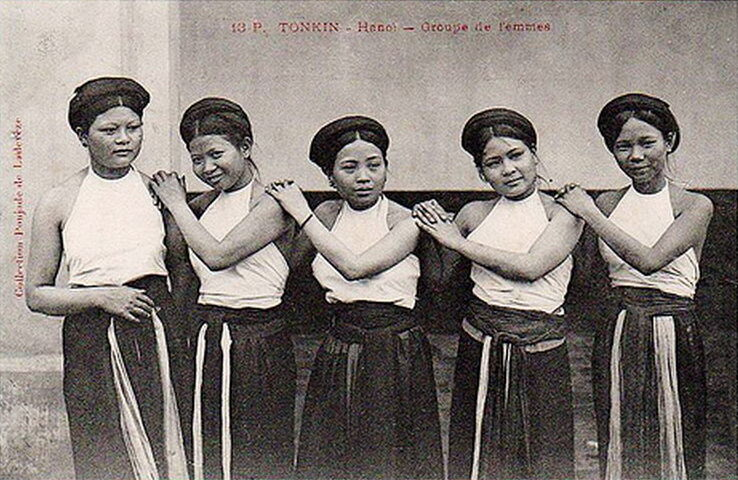
イエムとváy đụpを着た少女たち

イエムと一緒に着用されるスカートはváy đụpと呼ばれる。
ベトナム統一後、グエン朝は全土にドンダン・チョン王国の衣装を採用するよう強制した。これには、チュニックと長ズボンがイエムやスカート（váy đụp）に取って代わることが含まれた。ホワイト・モン族も影響を受け、ズボンが伝統的なスカートに取って代わった。 アオザイは、1920年代にこのスタイルにタック（フィットしたコンパクトなシワ）が追加された時に作られた。 1774年にグエン・フク・コアットによって、サロンのような伝統的な衣装に代わり、中国のパターンに基づいたズボンとチュニックが命じられた。
中国風のズボンとチュニックはグエン朝によって義務付けられた。1920年代まで、北部ベトナムの孤立した集落ではまだスカートが着用されていた。 明、唐、漢朝のスタイルの衣装は、グエン主のグエン・フク・コアットによってベトナムの軍人と官僚に採用されるよう命じられた。 パンツは1744年にグエンによって義務付けられ、長衫はアオザイに影響を与えた。 中国の衣装は、李朝時代にベトナムの服装に影響を与え始めた。現在のアオザイの前身（アオ・グ・タン）はグエン主によって導入された。

## 異なるタイプ

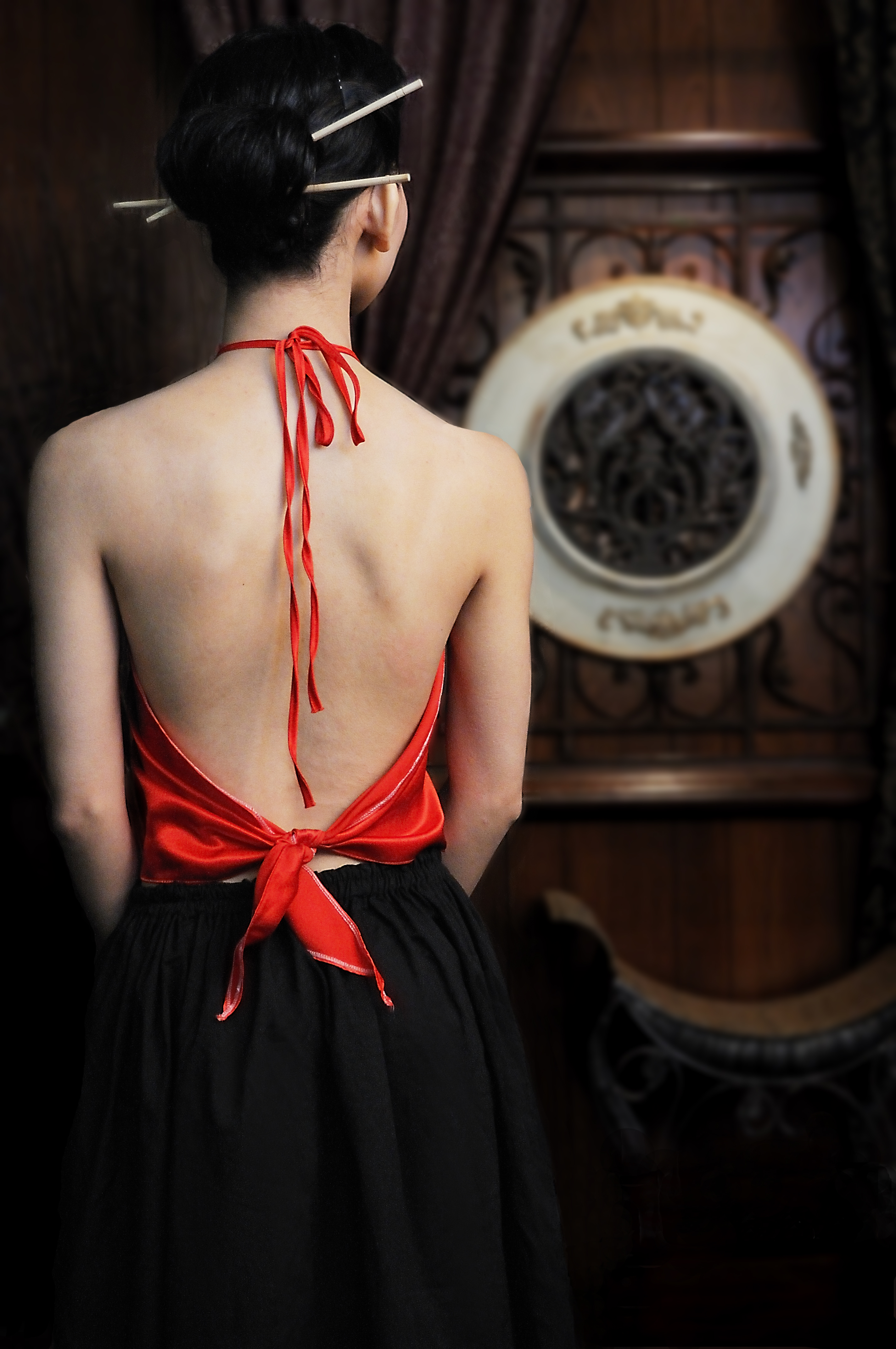
後ろから見たイエム

イエムは階級を問わず着用されていたが、素材や色はその人の社会的地位や用途によって大きく異なった。一般女性は日常使用にはシンプルな黒や白のイエムを着用し、特別な場合には赤やピンクなどのより華やかで明るい色を選ぶことができた。実際、ベトナムの詩の多くは、朱色のボディース（yếm đào）を着た女性の美しさに捧げられている。
イエムの下部はV字型であるが、首を覆う衣装の上部には異なるスタイルがあり、最も一般的な2つのバリエーションは丸首とV字首スタイルである。
一部のイエムには小さなポケットがあり、女性はそこにムスクや香水を入れることがよくあった。

## 現代のベトナムにおいて

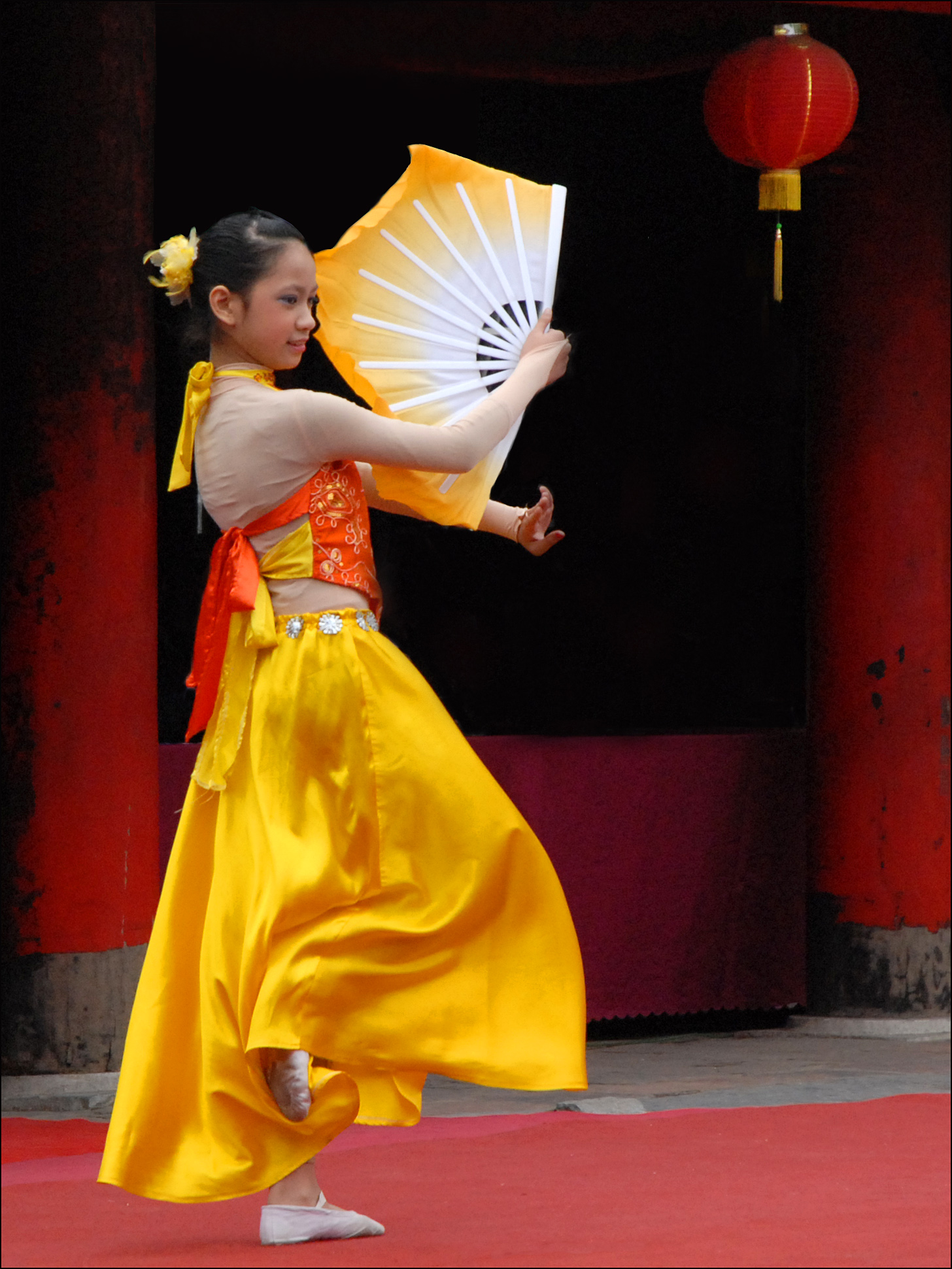
革新的なイエムを着た踊り子

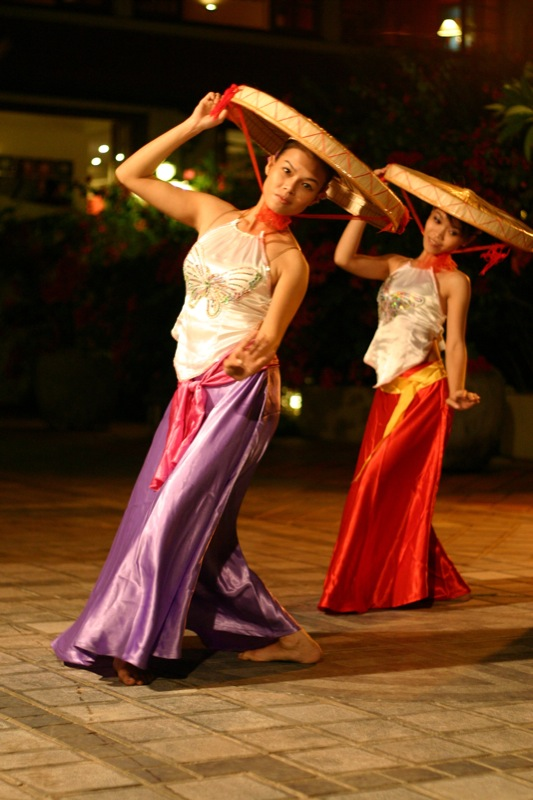
革新的なイエムを着た二人のダンサー

西洋化がベトナムに広がると、20世紀までに女性たちは次第にイエムを西洋のブラジャーに置き換えていった。

ファッションデザイナーたちは伝統的な衣装への関心を再活性化し、それらを再発明しようと常に努力しており、多くの新しいイエムのコレクションを作り出した。現代の形の衣装は若干異なり、歴史的な衣装を指す「イエム」ではなく、「áo yếm」と呼ばれている。現代のÁo yếmは、西洋のホルターネックに似ていることから、若い女性に非常に人気がある。